# ГЕС Санта-Бранка
ГЕС Санта-Бранка (порт. Usina Hidrelétrica de Santa Branca) — гідроелектростанція в Бразилії у штаті Сан-Паулу, дещо менше ніж за сотню кілометрів на схід від однойменного міста. Знаходячись між ГЕС Параїбуна (вище за течією) та малою ГЕС Lavrinhas (30 МВт), входить до складу каскаду на річці Параїба-ду-Сул, яка, відділена від Атлантики прибережним хребтом, тривалий час тече в північно-східному напрямку, минає Ріо-де Жанейро та впадає в океан за 250 км далі на схід від останнього міста.
У 1950-х роках для накопичення води з метою організації водопостачання на Паранаїбі-ду-Сул звели греблю Санта-Бранка. Ця земляна споруда висотою 54 метри та довжиною 325 метрів перекрила русло, крім того, під кутом до неї прилягає друга ділянка, під якою облаштували водоскиди, так що загальна довжина греблі перевищує 0,5 км. Вона утримує водосховище з площею поверхні 27,5 км2 та об'ємом 438 млн м3 (корисний об'єм 307 млн м3), нормальне коливання рівня поверхні в якому відбувається між позначками 605 та 622 метри НРМ (максимальний рівень на випадок повені 623,4 метра НРМ).
У 1997—1999 роках можливості греблі доповнили функцією виробництва електроенергії, облаштувавши машинний зал у районі водоскидів. Зі сховища через тунель діаметром від 8 до 7,7 метра вода подається на два гідроагрегати з турбінами типу Каплан потужністю по 28,5 МВт. Вони працюють при напорі до 42 метрів та забезпечують виробництво 270 млн кВт·год електроенергії на рік.
Видача продукції відбувається по ЛЕП, розрахованій на роботу під напругою 138 кВ.